# Garay József (színművész)
Garay József (Budapest, 1923. április 14. – 2018. június 27. előtt) magyar színművész.

## Életpályája
Szülei: Garay Ferenc és Jesch Albina voltak. Fiai: Garay József, 1949-  USAban él, ügyvéd, Garay László 1955 -   USAban él ingatlan ügynök. Unokák Bethany Garay, Kristin Garay, Paul Garay, Samantha Garay. Dédunokái Samuel James McCarty, Winifred Emily McCarty 1943-1947 között a Színművészeti Akadémia hallgatója volt. 1947-1949 között, valamint 1958-1961 között a Nemzeti Színház tagja volt. 1949-1956 között az Úttörő Színház és az Ifjúsági Színház színművésze volt. 1956-1958 között az Állami Déryné Színházban lépett fel. 1961-1963 között a győri Kisfaludy Színház színésze volt. 1963-1964 között az egri Gárdonyi Géza Színházban játszott. 1964-1975 között, valamint 1978-1981 között a kaposvári Csiky Gergely Színházban szerepelt. 1975-1978 között a Szegedi Nemzeti Színházban volt látható. 1981-1982 között a kecskeméti Katona József Színház tagja volt. 1983 óta a fővárosi Katona József Színház színésze volt.

## Színházi szerepei
A Színházi Adattárban regisztrált bemutatóinak száma: 138.
| - Nestroy: Lumpácius Vagabundus....Első krampusz - Plautus: A hetvenkedő katona....Faun - William Shakespeare: Sok hűhó semmiért....Futár - Tamási Áron: Hullámzó vőlegény....Cigány - Madách Imre: Az ember tragédiája....1. tanuló; 1. a népből; Robespierre; Tudós; Kriszposz; Agg eretnek; Első gyáros; Aggastyán - William Shakespeare: III. Richárd....Surrey gróf - Molière: A kényeskedők....I. Hordár - Molière: Dandin György....Csikasz - Móricz Zsigmond: Úri muri....Bolla Pista; Ügyvéd; Zsellyei Balogh Ábel - Barát Endre: Lobog a mécses....1. sváblegény - Princev-Hocsinszkij: Csodák országa....Momis - Brustein: Tamás bátya kunyhója....Árverési kikiáltó - Gabbe: Mesterek városa....Klik-Klak - Gáli József: Erős János....Forrásfia - Katajev: Az ezred fia....Matvejev - Fazekas Mihály: Ludas Matyi....Ludas Matyi - Romasov: Mindenkivel megtörténik.....Fetya - Füsi József: Az szódi diák....Kenéz Guidó - Hegedüs Géza: Mátyás király Debrecenben....Lőrinc - Molière: A szeleburdi vagy minden lében kanál....Egaste - Niccolò Machiavelli: Mandragora....Ligurio; Nicia mester - Babay József: Három szegény szabólegény....Posztó Márton - Selmeczi Elek: Örvény....Szabó István - Strauss: A cigánybáró....Pali - Karvas: Éjféli mise....Palo - Miljutyin: Juanita csókja....John Wonderwood - Alekszandr Nyikolajevics Osztrovszkij: A művésznő és hódolói....Martin Prokofjics Narokov ügyelő és kellékes - William Shakespeare: Macbeth....Ross - Victor Hugo: A királyasszony lovagja....De Santa-Cruz márki - Danek: A házasságszédelgő esküvője....Anderst Jenő - Baróti-Garai: Joe bácsi....Jenő - Dunai Ferenc: A nadrág....Koltai - Hellman: Kisvárosi játékok....Henry - Bertolt Brecht: Koldusopera....Horgasujjú Jakab; Peacock - Szophoklész: Aias....Karvezető - Friedrich Schiller: Stuart Mária....Davison - Jókai Mór: A kőszívű ember fiai....Richárd - Kálmán Imre: Csárdáskirálynő....Leopold Mária Lippert-Weilersheim hercege - William Shakespeare: Antonius és Cleopatra....Sextus Pompeius - Mrozek: Károly....Nagyapa - Jókai Mór: Az aranyember....Fabula János - Gergely Sándor: Vitézek és hősök....Domanovich György - Katona József: Bánk bán....Mikhál bán - Choinski: Éjszakai történet....Fényképész - Ágoston-Veress: Amerikából jöttem....Házmester - Gyárfás Miklós: Egérút....Orbók István - Szirmai Albert: Mágnás Miska....Eleméry gróf - William Shakespeare: Othello....Brabantio - Euripidész: Élektra....Aggastyán - Friedrich Dürrenmatt: A milliomosnő látogatása....Tanár - Görgey Gábor: Rokokó háború....Professzor - Lajtai Lajos: Három tavasz....Selmeczy - Visnyevszkij: Első lovashadsereg....Munkás - Loewe: My Fair Lady....Pickering - André: Lulu....Legrand - Halasi Mária: Akkor, egyetlen egyszer....Iván - Révész Gy. István: Az első 36 óra....Poncius Pilátus - Kacsóh Pongrác: János vitéz....A francia király - Csontos Gábor: Legyőzöttek diadala....Levin Samu - William Shakespeare: A windsori víg nők....Bárgyú - Kaszó Elek–Tóth Miklós–Hajdu Júlia: Füredi komédiások....Komlóssy Ferenc | - Farkas Ferenc: Csinom Palkó....Koháry gróf - Arthur Miller: A salemi boszorkányok....Danforth kormányzóhelyettes - Hubay Miklós: Tüzet viszek....Valér - Szakonyi Károly: Adáshiba....Bódog - Peter Shaffer: Játék a sötétben....Melkett - Németh László: Galilei....Niccolini - Faulkner: Requiem egy apácáért....A kormányzó - Anton Pavlovics Csehov: Sirály....Szorin - Sütő András: Pompás Gedeon....Bakter - Eduardo De Filippo: Filumena házassága....Alfredo Amoroso - Giraudoux: Trójában nem lesz háború....Priamosz - Weöres Sándor: Szent György és a sárkány....Drinus; rhétor; nyomorék; Polip szerzetes - Giordano Bruno: A gyertyaöntő....Bartolomeo - Makszim Gorkij: Éjjeli menedékhely....Színész - Suassuna: A kutya testamentuma....Joao atya - Molière: Tartuffe....Lojális úr - Heinrich von Kleist: Homburg hercege....Dörfling tábornagy - Valentyin Petrovics Katajev: A műveltség netovábbja....Paraszjuk nagypapa - Rolland: Farkasok....Rieffel - Brecht: Kurázsi mama....Zsoldosvezér - William Shakespeare: Ahogy tetszik....Ádám - Behár György: Fekete rózsa....Garay János költő - Szuhovo-Kobilin: Tarelkin halála....Csvankin - Barta Lajos: Szerelem....Szalay - Strauss-Majorossy: Bécsi diákok....Id. Strauss János - Arden-D'Arcy: Királyi kegy, avagy a színésszé lett katona....Mr. Croke - Wesker: A konyha....Marango - Henderson: Diákszerelem....Johnson - Lope de Vega: A kertész kutyája....Ludovico gróf - Zelk Zoltán: Az ezernevű lány....Százéves fa - Csurka István: Az idő vasfoga....Pitlik - William Shakespeare: Julius Caesar....Artemidorus; Publius - Iszaak Oszipovics Dunajevszkij: Szabad szél....Súgó - Carlo Collodi: Pinokkió, a hosszúorrú fabáb története....Gepetto - Brecht: A szecsuáni jólélek....Szőnyegkereskedő - William Shakespeare: Szeget szeggel....Escalus - Ránki György: Muzsikus Péter....Viola bácsi - Lázár Ervin: Berzsián és Dideki....Főszakáll - William Shakespeare: Szentivánéji álom....Egéus - Sarkadi Imre: Elveszett paradicsom....Sebők - Bródy Sándor: A tanítónő....Főúr - Burkhard: Tűzijáték....Az apa - Schiller: Ármány és szerelem....Miller - Csehov: Lakodalom....Jevdokim Zahorovics Zsigalov - Majakovszkij: Vörös menyegző....Vörös násznagy - Ilf-Petrov: Heves érzelem....Doktor Receptov - Mihail Afanaszjevics Bulgakov: Menekülés....Paiszij - Behn: A kalóz....Tiszt - William Shakespeare: Coriolanus.... - Fauquez: Toronyóra lánccal....Sorompoló - Füst Milán: Catullus....A kocsmáros - Nyikolaj Vasziljevics Gogol: A revizor....Rasztakovszkij - Wedekind: Lulu....Dr. Bernstein - Böll: Katharina Blum elvesztett tisztessége....Egy lakó - Szophoklész: Oidipusz király....Pásztor - Diderot: Jakab meg a gazdája....Bíró - Molière: A fösvény....Simon - Victor Hugo: A nevető ember....II. bíró; Megkínzott - Jerofejev: Walpurgis-éj, avagy a kővendég léptei....Hohulja - Witold Gombrowicz: Yvonne, burgundi hercegnő....Főbíró - Handke: Az óra, amikor semmit nem tudtunk egymásról.... |

## Filmjei
- Lúdas Matyi (1949)
- A kétfenekű dob (1978)
- A három jószívű rabló (1979)
- Szent család (1988)
- Patika (1995)
- Balekok és banditák (1997)